# Anthocercis viscosa
Anthocercis viscosa ist eine Pflanzenart aus der Gattung Anthocercis in der Familie der Nachtschattengewächse (Solanaceae). Sie ist ein Endemit Western Australias. Im Englischen wird die Art als „Sticky Tailflower“ bezeichnet.

## Beschreibung
Antocercis viscosa ist ein aufrechter oder manchmal breitwüchsig bis wuchernd wachsender Strauch mit einer Höhen von bis zu 3 m. Er ist mit drüsigen Trichomen behaart und klebrig. Die Laubblätter sind umgekehrt eiförmig bis eiförmig und fast aufsitzend. Sie werden 20 bis 30 mm lang und 10 bis 30 mm breit, der Blattrand ist fein gesägt-gekerbt.
Die Blütenstände sind gestielte Zymen aus ein bis drei Blüten. Die Blütenstiele sind 5 bis 15 mm lang. Die Länge des Kelchs beträgt 3 bis 15 mm, die der Krone 20 bis 48 mm. Die Krone ist weiß bis cremé-weiß gefärbt und mit grünen oder purpurnen Streifen versehen. Die Kronlappen sind eiförmig-dreieckig bis linealisch und 12 bis 25 mm lang, auch sie sind manchmal blass purpurn gestreift. Die Staubblätter sind 4,5 bis 12,5 mm lang.
Die Frucht ist eine eiförmige bis elliptische Kapsel, die spitz oder zugespitzt endet. Sie wird 8 bis 19 mm lang. Die Samen erreichen eine Länge von 1,8 bis 3 mm.

## Verbreitung und Standorte
Die Art ist ein Endemit des südlichen Western Australias. Sie wächst entlang der Küsten von Cape Arid westwärts. Die Pflanzen sind stets in der Umgebung von Aufschlüssen aus Granit zu finden.

## Systematik
Innerhalb der Art werden zwei Unterarten unterschieden:
- Anthocercis viscosa subsp. viscosa
- Anthocercis viscosa subsp. cudata Haegi

Die Unterarten unterscheiden sich vor allem in der Größe und Form der Blüten. Anthocercis viscosa subsp. viscosa besitzt größere Blüten, die Kronlappen sind verhältnismäßig breiter und im Vergleich zur Kronröhre kürzer als in Anthocercis viscosa subsp. cudata.

## Bedeutung
Die Art steht in Verdacht, Vergiftungen bei Nutztieren zu verursachen.

## Nachweise
- R.W. Purdie, D.E. Symon und L. Haegi: Antocercis viscosa. In: Solanaceae, Flora of Australia, Band 29, Australian Government Publishing Service, Canberra, 1982. S. 7–8. ISBN 0-642-07015-6.